# HD10320
HD10320 — хімічно пекулярна зоря спектрального класу B9, що має видиму зоряну величину в смузі V приблизно  8,2.
Вона  розташована на відстані близько 6039,9 світлових років від Сонця.

## Пекулярний хімічний вміст
Зоряна атмосфера HD10320 має підвищений вміст 
Si
.